# 彼得潘
彼得·潘是蘇格蘭小說家及劇作家詹姆斯·馬修·巴里筆下的虛構人物，為劇作《彼得潘》中的主角之一。是個性情豪邁奔放，充滿好奇心的小男孩，他會飛，永遠不會長大。彼得潘的名字是源自希腊神话中的牧神潘，以及他所照顧的盧埃林·戴維斯兄弟中的彼得·盧埃林·戴維斯。
彼得潘是遺失男孩（Lost Boys）的首領，在夢幻島冒險，其中遇到了小仙子、海盗、人魚及美國原住民，偶爾也會遇到從夢幻島以外的世界來的普通小孩，像是溫蒂·達林（而彼得潘也喜歡溫蒂）。巴里有二部作品提到彼得潘，彼得潘也出現在許多卡通、影片及商品中，都是衍生自巴里的作品。包括1953年的動畫電影《小飛俠》、2003年的真人電影《小飛俠彼得潘》等作品。
彼得潘是「不願意長大的男孩」的典型代表，而後來也用彼得潘症候群來描述在社會上，不想長大的成年男性。

## 起源

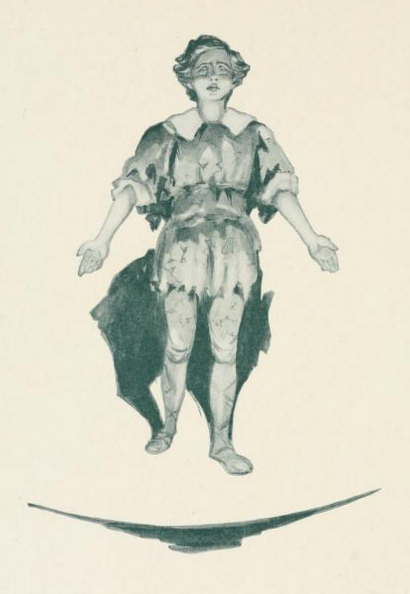
Oliver Herford1907年繪製的彼得潘

彼得潘最早是在詹姆斯·馬修·巴里的《小白鳥》（1902年）中一個章節的人物，《小白鳥》是一部給成人的小說，彼得潘出現在其中《肯辛頓公園的彼得潘》（Peter Pan in Kensington Gardens）的章節中，是一個七天大的小孩。在1904年劇作的成功後，巴里的出版商Hodder and Stoughton將《小白鳥》的13至18章抽出，在1906年重新印刷，書名為《Peter Pan in Kensington Gardens》，由亞瑟·拉克姆繪製插圖。
詹姆斯·馬修·巴里在《彼得潘：不會長大的男孩》（Peter Pan: The Boy Who Wouldn't Grow Up）的劇作中以彼得潘為劇作的主角，首演在1904年12月27日於倫敦演出。巴里後來將其劇作改編成小說，在1911年出版，書名為《彼得潘與溫蒂》（Peter Pan and Wendy）:98-99。

## 外貌
詹姆斯·馬修·巴里沒有描述過彼得潘外貌的細節，讓讀者和其他詮釋者有許多想像及發揮的空間。在劇作中，彼得潘的衣服是由秋天的葉子及蜘蛛網組成。彼得潘的名字及他常演奏的排簫讓人聯想到希腊神话中的牧神潘。在《彼得潘與溫蒂》中有提到彼得潘的乳齒都還在。巴里描述彼得潘是個漂亮的小男孩，有著迷人的笑容「裹著樹葉和從樹上流下的果汁」。

## 年齡
彼得潘的形象部分來自巴里的哥哥大衛。大衛在他十四歲的生日因為溜冰意外死亡。在他父母親的心目中，大衛永遠是個小男孩。巴里在倫敦肯辛頓公園認識的盧埃林·戴維斯（Llewelyn Davies）一家的小兒子彼得則是彼得潘的另外一個源頭。
不過彼得潘曾被描繪成不同的年紀。
- 在《小白鳥》中，他只出生了七天。
- 雖然在巴里的劇作及小說中都沒有提到他的年齡，不過書中提到彼得潘的乳齒都還在，也有其他部份提到彼得潘似乎比較大，約有12至13歲。

## 和其他人的關係

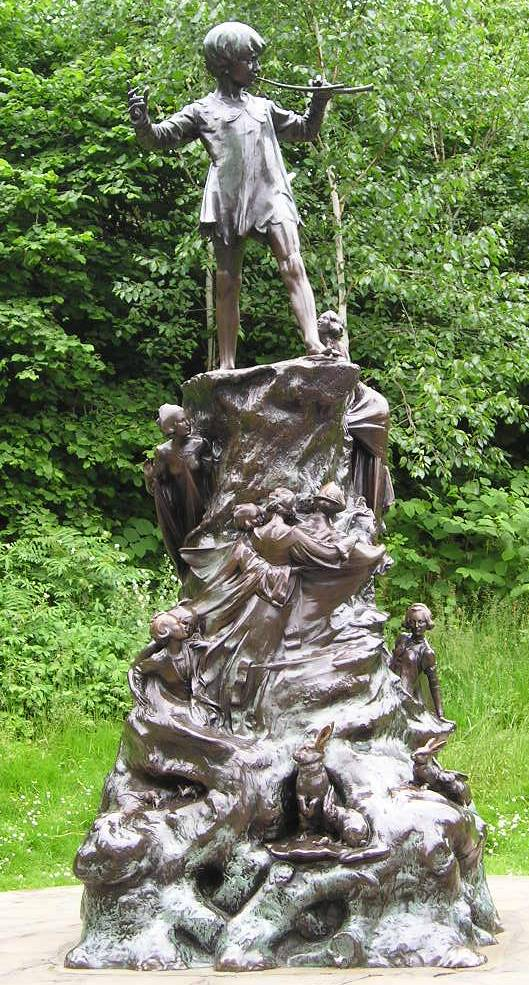
倫敦肯辛頓公園的彼得潘

### 家庭
彼得潘在嬰兒時就離開了家。在《小飛俠在肯辛頓花園》的Lock-Out Time中有提到他有一個弟弟，不過之後就沒有再提到他。

#### 父母
在《小飛俠在肯辛頓花園》及《彼得潘與溫蒂》中有提到彼得潘在嬰兒時就離開了家。一段時間之後他在家的外面觀看，發現窗戶關著，房子裡有另外一個嬰兒，彼得潘認為他的父母已經不要他了，因此就沒有再回來。
在《虎克船長》中，彼得潘有提到他的父母，特別是他的媽媽，希望他長大，讀倫敦最好的學校，之後像父親一様成為法官，有自己的家庭。當小飛俠飛往肯辛頓花園後，他曾回到家，發現父母已經忘記他了，而且家中已經有另一個小孩。

#### 傑克和瑪姬
傑克（Jack）和瑪姬（Maggie）是在《虎克船長》電影中的原創角色，是彼得潘和溫蒂的孫女茉伊拉（Moira）所生的小孩。
在《虎克船長》電影中，彼得潘希望長大，成為一個父親。他遇到了溫蒂的孫女茉伊拉（Moira），彼得潘放棄了他不死的身份，兩人相戀結婚。在電影中他們有二個小孩，分別叫傑克（Jack）和瑪姬（Maggie），不過彼得因為一直失約，長期在家庭中缺席，讓茉伊拉生氣。剛進入青春期的傑克也因為彼得長期缺席而失挫，後來因為要找尋父親的形象而轉向虎克船長。彼得的小女兒瑪姬仍對父親有信心，幫助父親和夢幻島上的遺失男孩，從虎克船長手上將傑克救出。彼得在最後一次造訪夢幻島後，找回了他個性中許多有趣的部份，這也強化了他們一家的關係。

### 朋友

#### 美咪·梅納林
在肯辛頓花園時，彼得潘遇見一位名叫美咪·梅納林（Maimie Mannering）的女孩，二個人很快就成為朋友。彼得潘曾向梅納林求婚。後來美咪想要和彼得潘一起留在肯辛頓花園時，她才意識到她的媽媽很擔心她，她需要回到她媽媽旁邊。美咪回到媽媽身邊，答應會永遠記著彼得潘。美咪成人時，一直想著彼得潘，寫信及送禮物給他會。彼得潘為了要記得美咪，他騎著美咪為他創造的幻想山羊。一般認為美咪·梅納林就是溫蒂·達林的前身。

#### 溫蒂·達林
在劇作《彼得潘》中，彼得潘每晚會到溫蒂·達林的家，聽她母親達林太太（Mrs. Mary Darling）講睡前故事。一天晚上他被發現了，在逃跑中他丟失了影子。回來找影子時，他吵醒了溫蒂。溫蒂幫他修好了影子。彼得發現溫蒂也知道很多故事，於是他邀請溫蒂到夢幻島（Neverland）來做他們這一群遺失男孩（Lost Boys）的母親。他們都是在肯辛頓公園走失的孩子。溫蒂答應了，同她的兩個弟弟，約翰和麥可一起跟著彼得潘前往了夢幻島。
溫蒂曾對彼得潘有羅曼蒂克的感覺，但因為彼得潘無法愛她，因此沒有留在夢幻島。在2003年的電影《小飛俠彼得潘》中提到，雙方其實對彼此都有好感。虎克船長讓彼得潘不能飛的方法就是讓他以為溫蒂離開他了，後來長大，和其他男人結婚。但溫蒂給他一個隱藏的吻（表示彼得潘是她的真愛），讓彼得潘有活下來的意願，救了彼得潘。在電影《虎克船長》中，長大後的溫蒂提到當彼得潘沒有阻止她結婚時，她很意外，代表她曾經對彼得潘心動（也可能一直還是喜歡他）。在2002年的迪士尼電影《夢不落帝國》中，長大後的溫蒂又和彼得潘短暫而快樂的重逢，而且表示對彼此的好感。
在原著小說中，後來彼得潘和溫蒂的女兒珍、溫蒂的外孫女瑪格麗特作朋友，意味著這様的關係會持續下去。每次彼得潘來到真實世界中，都會和小孩作朋友。彼得潘曾希望溫蒂作他們這一群遺失男孩（Lost Boys）的母親，他也因溫蒂的請求，帶著她的弟弟約翰·達林及麥可·達林到夢幻島。故事中曾提到溫蒂是唯一一位吸引彼得潘注意的女生。

#### 虎蓮公主
虎蓮公主是夢幻島中美國原住民部落Piccaninny首領的女兒。巴里描述她是「靠著自己力量的公主」。虎蓮公主被海盜綁架，留在Marooners的岩石上等死，後來被彼得潘救了。似乎她也喜歡彼得潘，不過彼得潘完全的忘記了別人的感受，所以沒有回應她。在迪士尼的電影中，虎蓮公主為了表達對彼得潘的感謝，為他跳舞而且親吻了他。彼得潘臉紅了，因此溫蒂也對虎蓮公主吃醋。

### 叮叮
叮叮是夢幻島的仙子，是彼得潘的好朋友。叮叮在彼得潘冒險時常常幫助他。但因著嫉妒，叮叮有時會出現惡意的行為，例如讓遺失男孩用箭射溫蒂（在迪士尼的電影則是幾乎要砸死溫蒂），或是將彼得潘的藏身之處告訴虎克船長，認為他會抓溫蒂，不會抓彼得潘。後來叮叮發現她做錯事了，她喝下了虎克船長留給彼得潘的毒藥（在迪士尼的電影則是將虎克船長的炸藥推走）。

### 敵人

#### 虎克船長
虎克船長是彼得潘的敵人，某一次決鬥時虎克船長的左手（或是右手）被砍斷且被灣鱷吃了，砍斷的手後來裝了鐵鈎，這也是虎克船長名字的由來，而鐵鉤也成了虎克船長的標誌。虎克船長的船員（包括斯米先生和斯塔基）也認為彼得潘是敵人。虎克船長最怕二個東西，一個是害怕看到他自己的血（可能是某種特殊顏色的血），另一個則是把他的手吃掉之後，繼續追著他的鱷魚。
在1953年的《小飛俠》動畫電影中，虎克船長因為彼得潘將他的手砍下，而且讓鱷魚吃掉，因此要找彼得潘復仇，在達到目的之前，不離開夢幻島。後來虎克船長答應仙子叮叮「連一根指頭（或是鐵鈎）都不能碰到彼得潘」，之後就在彼得潘的藏身之處放炸彈，這部影片的最後，虎克船長因鱷魚追趕而逃到遠方。華特·迪士尼堅持要讓虎克船長活著，他提到：「觀眾會想看到虎克船長，不會想看到虎克船長被殺死。」。在續集《夢不落帝國》中，虎克船長把溫蒂的女兒珍誤認為溫蒂，用她作為誘餌，設法要抓到彼得潘。

## 流行文化的影響
- 自從1953年的《小飛俠》動畫電影後，華德·迪士尼繼續在他的作品中使用彼得潘（英语：Питер Пэн (Дисней)）。彼得潘也出現在《米奇歡樂屋（英语：Disney's House of Mouse）》、《米奇老鼠神奇圣诞：好朋友雪中欢聚（英语：Mickey's Magical Christmas: Snowed in at the House of Mouse）》及《王國之心系列》中。
- J·R·R·托爾金的傳記作者汉弗莱·卡彭特推測巴里描述的彼得潘可能對托爾金描述中土大陸中的精靈至少有一小部份影響[12]。
- 在電視影集《童话镇》中，羅比·凱描繪了一個惡棍版的彼得潘，出現在第三季的前半部份，以及第五季的後半部份。
- 在動畫風格的網路系列《RWBY》中，Scarlet David是以彼得潘為基礎。
- 作曲家Ruth B（英语：Ruth B）在2015年推出了鋼琴曲Lost Boy，以彼得潘及夢幻島為主題。
- 鄉村歌曲作曲家凱爾茜·巴勒里尼在2016年有一首單曲是《Peter Pan（英语：Peter Pan (Kelsea Ballerini song)）》。
- 特洛伊·希文在2015年有一張專輯《Blue Neighbourhood（英语：Blue Neighbourhood）》，第11首是Lost Boy。
- 台灣的小虎隊和憂歡派對1989年的專輯《新年快樂》中，第8首歌叫做《夢中的彼得潘》。

Peter Pan這個名稱也用在許多不同的場合：
- 至少有三匹賽馬起名為Peter Pan（英语：Peter Pan (American horse)），第一匹出生於1904年。
- 有許多公司或是產品使用這個名稱，包括美國的Peter Pan巴士線（英语：Peter Pan Bus Lines）、Peter Pan花生醬（英语：Peter Pan (peanut butter)）及Peter Pan Records（英语：Peter Pan Records）。
- 在1960年早期，有些古巴家庭因為擔心兒童在菲德尔·卡斯特罗政權下有可能會被迫害，因此緊急的將兒童送到迈阿密安頓，此一計劃稱為彼得潘行動（英语：Operation Peter Pan）。
- 美國心理學家Dan Kiley在1963年出版的《The Peter Pan Syndrome: Men Who Have Never Grown Up》一書中提出了「彼得潘症候群」[13]，他用這個詞描述還不成熟的成人（多半是男性）[14]，而下一本書《The Wendy Dilemma》（1984）則是有關一些女性喜歡的對象是彼得潘症候群的男性，書中提到如何改善他們的關係[15]。
- 日本漫画家酒井真由有一套漫畫是彼得潘♠症候群（日语：ピーターパン症候群 (漫画)）[16]。
- Peterpan是一個印尼搖滾樂團Noah以前的名字。
- 台灣搖滾樂團"血肉果汁機"（flesh juicer）亦在2018年度發行之專輯「深海童話」 （Fairy Tales of the Ocean Deep）提及Peter Pan。
- 韓國女團i-dle在第六張迷你專輯《I feel》中收錄了同名Peter Pan的歌曲，由成員宋雨琦作詞及與隊友田小娟共同作曲，訴說即將步入社會或職場新鮮人的真實心聲。